# ヒメウシオスゲ
ヒメウシオスゲ Carex subspathacea Wormsk. ex Hornem. 1813. はカヤツリグサ科スゲ属の植物の1つ。寒冷地の塩性湿地に生える。

## 特徴
群生を作る多年生の草本。根茎は横に這う。根茎は太くて剛強で長く伸びる。基部の鞘は赤紫色を帯び、また葉身が発達する。また鞘はやや繊維質に細かく裂ける。葉身は幅0.5～1.5mmで、縁は多少ながら内側に巻いている。葉質は柔らかくて、ざらつかず滑らかとなっている。また葉裏は粉白色となっている。
花茎は草丈の半分程度の高さになる。花茎の高さは5～30cm。小穂は2～4個付き、頂小穂は雄性、側小穂は雌性となっており、何れも直立している。花序の苞は葉身が発達しており、基部には鞘がない。頂生の雄小穂は線形で長さは5～20mm。側生の雌小穂は長さ5～15mm。雌小穂の形は円柱形。雌花鱗片は果胞より短く、卵形で先端は鈍く尖っており、色は紫褐色で中脈は緑色となっている。果胞は長さ3～4mmで卵形をしており、断面は平凸型となっている。先端部では著しく短い嘴があり、口部は滑らかとなっている。また表面には全体に小点が密布しており、色は灰緑色、脈はない。果実は長さ2～2.5mm、断面はレンズ状で柱頭は2つに裂ける。

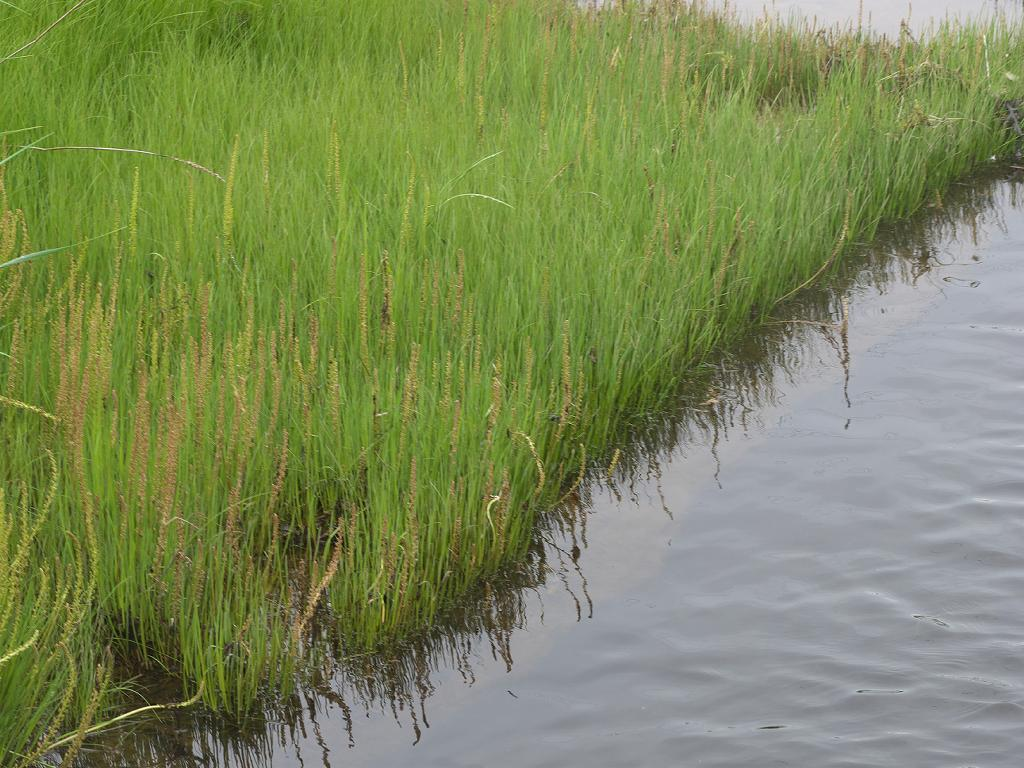
生育地の様子・シバナと混成している

## 分布と生育環境
日本では北海道と本州の青森県でのみ見つかっており、国外では周北極地域に広く分布している。
海岸の塩湿地に生育する。そのような地域の中では塩分濃度の高くない場所に生育し、ウミミドリなどと共に群生している。

## 分類、類似種など
頂小穂が雄性、側小穂が雌性、苞には鞘がなく、果胞は小点を密布、柱頭は2つに裂けるといった特徴から勝山(2015)では本種をアゼスゲ節 sect. Phacocystis としている。この節には日本に25種ばかりがあり、その中で鱗片が濃色になるのはアゼスゲ C. thunbergii など15種ほどがあるが、小穂が直立し、また果実の時期に花茎が草丈より遙かに低いものはごく少なく、本種の他にはウシオスゲ C. ramenskii がある程度である。
ウシオスゲもやはり寒冷地の塩性湿地に生えるもので、日本では北海道でのみ知られるが、この種は花茎の高さが30～50cm、葉幅が2～3mmと本種よりかなり大きいものであり、また基部に葉身のない鞘をつける点なども異なっている。また果胞が鱗片より長いこと、無脈であることでも区別出来る。またこの種の方が本種より塩分濃度の低いところに出現する。

## 保護の状況
環境省のレッドデータブックでは準絶滅危惧（NT)に指定されており、道県別では青森県で絶滅危惧I類に指定されている。